# Кадомцев, Иван Самуилович
Иван Самуилович Кадомцев (псевдонимы Василий Фивейский, Демский, Демидовский; 1884—1918) — участник революционного движения в России.

## Биография

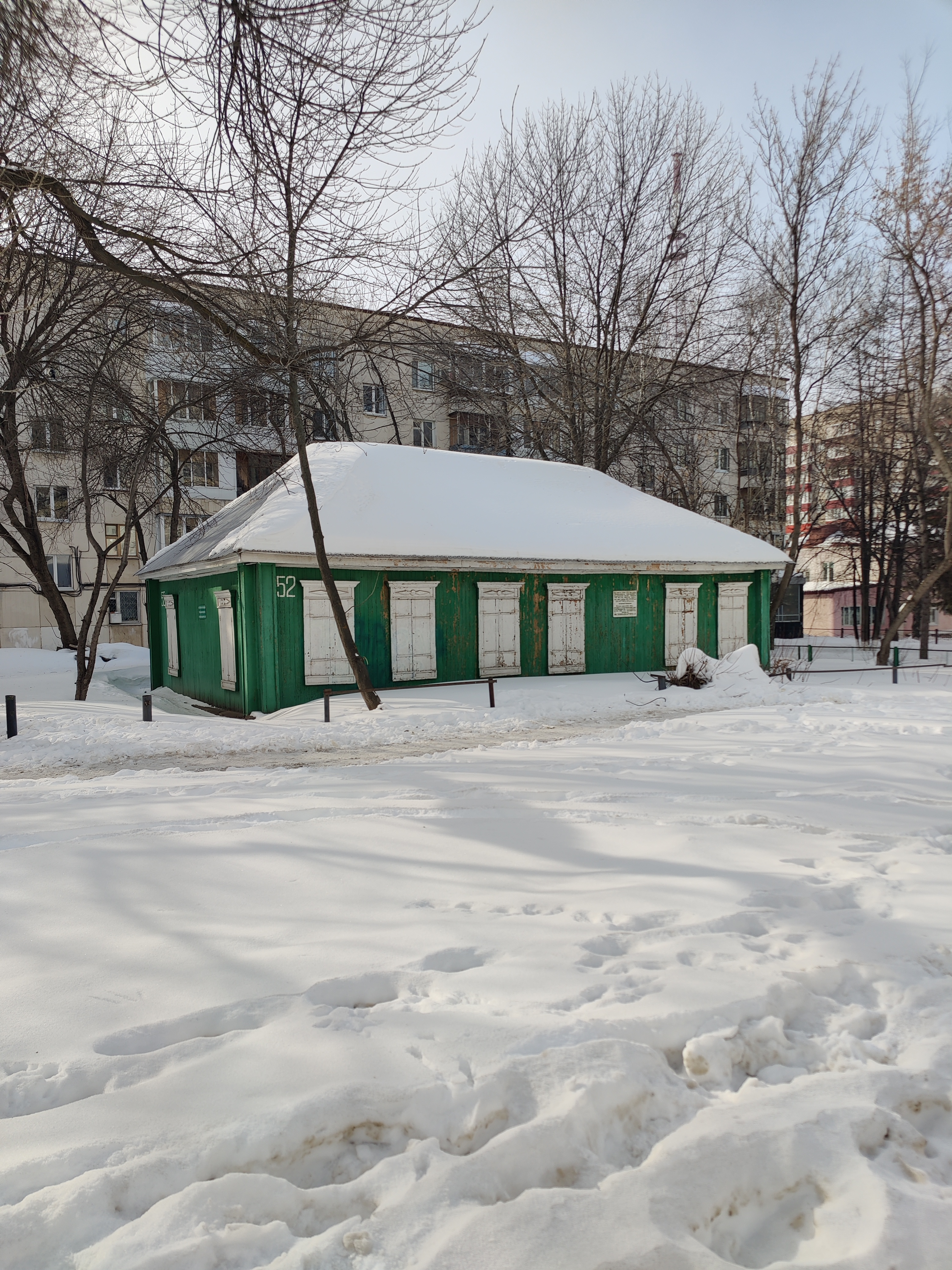
Дом семьи Кадомцевых в Уфе

Родился в Уфе в 1884 году. Его отец, Самуил Евменьевич Кадомцев — казначейский чиновник прогрессивных взглядов. В его доме бывали политические ссыльные, в том числе Н. Крупская, отбывавшая в Уфе ссылку, заходил в 1900 году и В. И. Ленин. Мать, Анна Фёдоровна Буталова (1860—1942) — из старообрядческой семьи.
Получил среднее образование. В 1900 году начал революционную деятельность; член РСДРП с 1902 года. Вел пропаганду и агитацию среди рабочих и солдат, принимал участие в создании нелегальных типографий, печатал и распространял большевистские листовки. В 1905 году вошел в Уфимский комитет РСДРП, возглавлял боевые организации народного вооружения на Южном и Среднем Урале.
Во время революции 1905 года был членом Уфимского комитета РСДРП, командиром боевой дружины. В 1906—1907 годах организовывал боевые инструкторские школы на Урале, в Петербурге, Финляндии, Киеве, принимал участие в организации технических групп для изготовления бомб и перевозки оружия из-за границы через Финляндию и Австрию. Был непосредственным начальником многих предприятий по добыче шрифтов, печатных станков, динамита, патронов и т. д.
С 1908 года находился в эмиграции в Швейцарии и Франции, где познакомился с Максимом Горьким, который задумал роман «Сын», положив в основу биографию Ивана Кадомцева и его товарищей. Примечательно, что в метрической книге Александро-Невской церкви русского посольства в Париже за 1911 год есть запись о крещении детей Ивана Самуиловича Кадомцева и Ольги Михайловны Казариновой: Зинаиды (род. 07.05.1908), Анны (род. 14.12.1910) и Михаила (род. 01.02.1911).
В 1914 году вернулся в Россию, в октябре 1917 года в Москве участвовал во взятии Кремля, избирался членом Московского Совета. В 1918 году направлен на работу в Уфу, был членом губкома партии, участвовал в национализации Бельской речной флотилии.
Простудился и умер в Уфе 27 января 1918 года. Похоронен на уфимском Сергиевском кладбище на аллее революционеров.
Одна из улиц Уфы названа именем братьев Кадомцевых.